# Tamaganos

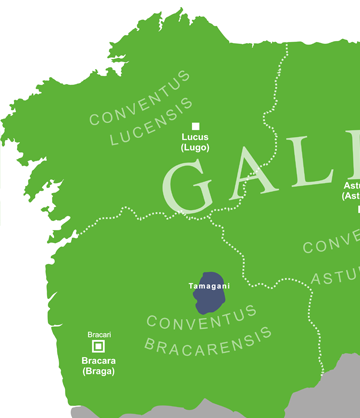
Ára ocupada pelos Tamaganos

Os tamaganos (em latim:  tamagani) eram um povo pré-romano que vivia nas margens do rio Tâmega, em Portugal, na zona de Chaves e de Verim. A etimologia poderia vir de tami, "rio" no idioma local. O nome deste povo aparece referido no Padrão dos Povos na ponte romana de Trajano em Chaves, CIL II, 2477.